# شوتل
شوتل (انگلیسی: Schottel) شرکت مهندسی آلمانی است، که در سال ۱۹۲۱ تأسیس شد.